# Bandspelare

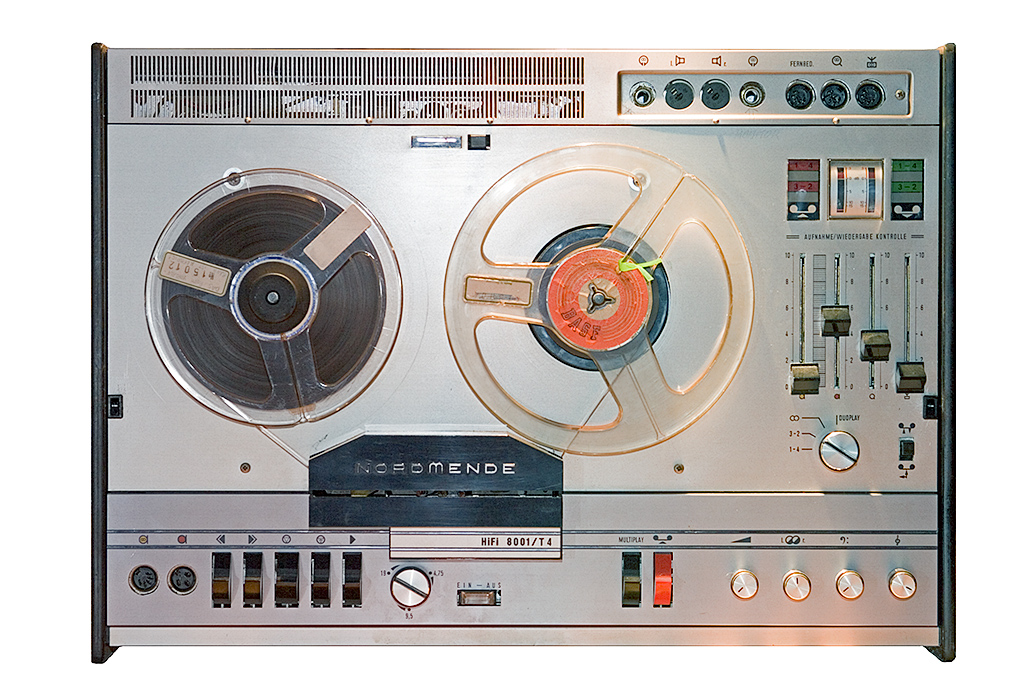
Bandspelare från Nordmende

Bandspelare kan spela in och återge ljud. Som lagringsmedium används ett magnetband, vilket består av plast belagt med ett magnetiskt ämne, från början dijärntrioxid (Fe2O3 – vanlig rost), i senare generationers bandspelare, även kromdioxid (CrO2) eller kemiskt rent järn (Fe). Namnet bandspelare förekommer i svensk media från 1951.

## Teknisk beskrivning
Bandspelaren fungerar genom att bandet med konstant hastighet löper förbi ett tonhuvud (en elektromagnet med smal magnetspalt) som vid inspelning magnetiserar bandets partiklar i enlighet med signalen från till exempel en mikrofon. Vid uppspelning omvandlas bandets magnetiska variationer till en växelström i tonhuvudet och kan efter förstärkning återges med högtalare eller hörlurar. För att få lågt brus och för att sänka distorsionen förmagnetiseras bandet genom att en högfrekvenssignal (ca 100 kHz) överlagras på den signal som spelas in. Dessutom finns ett raderhuvud, som raderar rester av  magnetism innan bandet återanvänds. I avancerade bandspelare är in- och avspelningshuvudena separerade, men i enklare apparatur sitter så kallade kombitonhuvud.

## Rullbandspelare

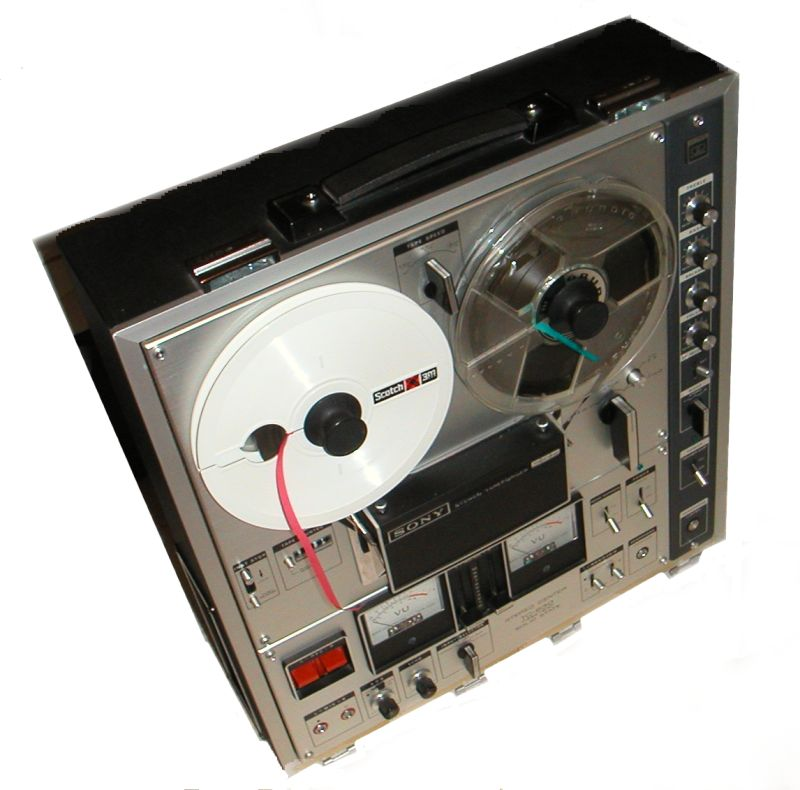
Bandspelare från Sony

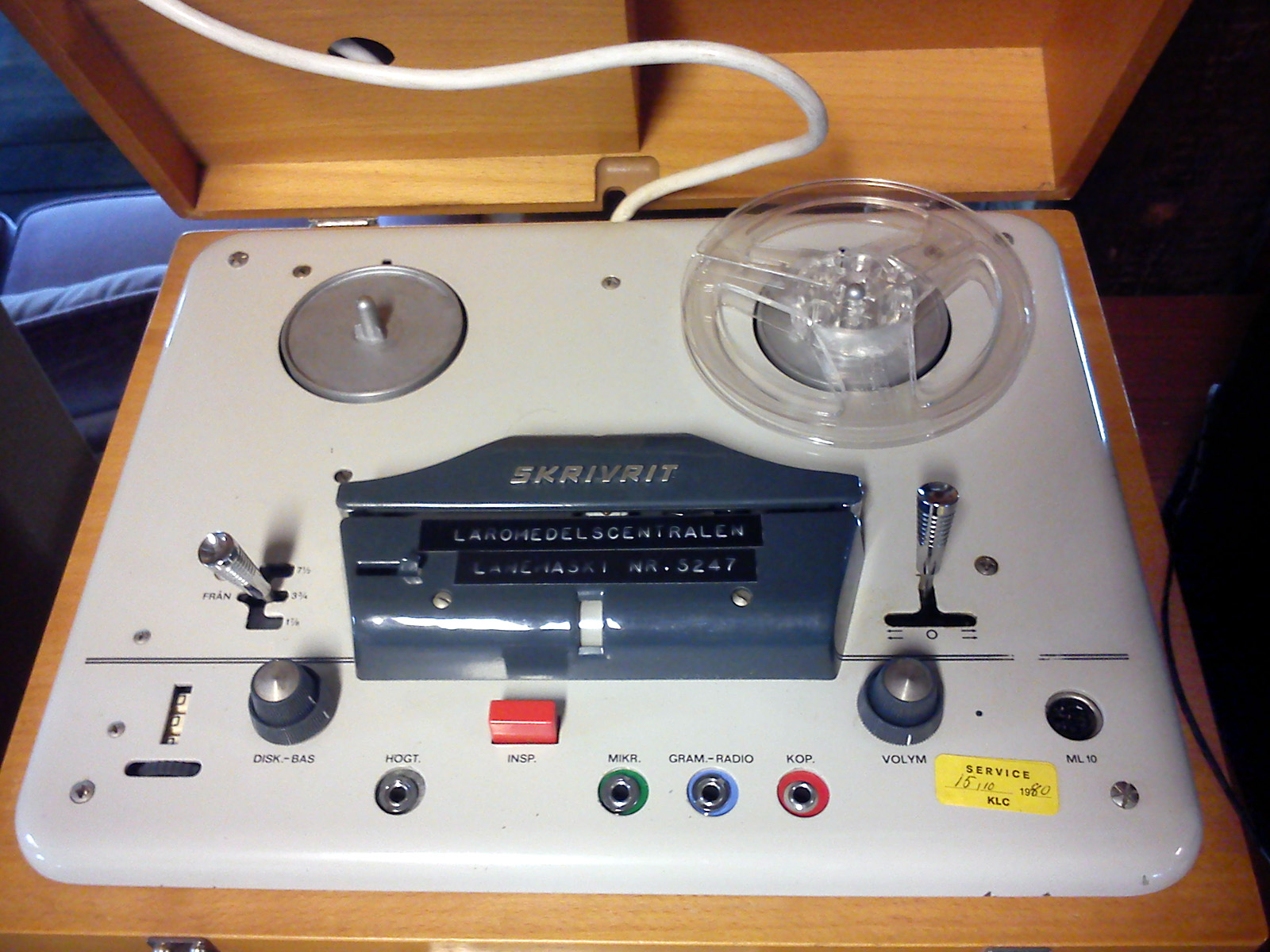
Rullbandspelare från Skrivrit, en modell som användes i många svenska skolor och efterträdde Philips som standardbandspelare i svenska skolor.

Bandspelarens föregångare var trådspelaren som lagrade ljudet genom att magnetisera en järntråd, vilken med hög hastighet fördes förbi tonhuvudet. En svensk trådspelarkonstruktion salufördes under namnet Magnefon eller Den talande tråden av bland andra företagen Luxor och Skantic.
Med band istället för tråd minskade slitaget på tonhuvudet samtidigt som den magnetiska upplösningen blev bättre genom att frekvensområdet ökade. Tyvärr förlorades lite i lagringstid – ett band bevarar sin magnetism utan hörbar kvalitetsförsämring i cirka 50 år, mot trådspelarens 80–90 år.
Tidiga bandspelare arbetade med breda band och hög hastighet. Någon standard fanns inte utan alla fabrikat hade sin egen version. Så småningom standardiserades ett tumsystem, där bandbredden blev 1" (2,54 cm) eller 2" (5,08 cm) i professionella utrustningar för studioinspelning och 1/4" (6,35 mm) för amatörmodeller. Bandhastigheten blev 19, 38 eller 76 cm/s i studioutrustning och vanligen 4,75, 9,5 eller 19 cm/s för amatörer. Banden levererades på 10.5" ner till 3" spolar och för studioanvändning som bandkakor eller så kallade NAB-spolar.
Under ett antal år gick det att köpa inspelad musik på rullband, som ett högkvalitetsalternativ till LP-skivor.

## Kassettbandspelare
Det av Philips 1963 patenterade kassettbandet (i konkurrens med en något större kassett med högre kvalitet från BASF) innebar en stor förändring – banden blev tunnare, bandbredden minskades till 3,81 mm och hastigheten till 4,75 cm/s – med sämre frekvensgång och dynamik och mer brus som följd. Samtidigt minskade den kvalitativa lagringstiden till 10–15 år på grund av bland annat överhörning i de tunna banden. För att i någon mån kompensera för bristerna lanserades nya bandtyper: kromband (så kallade typ II-band) och kemiskt rent järn (som IV-band) med bättre egenskaper – samtidigt som diverse elektroniska brusreduceringssystem introducerades (till exempel Dolby och dbx). Den mätbara ljudkvaliteten ökade något men till priset av komplikation, förvirring och högre priser. När inspelningsbara CD blev billiga försvann kassetten snabbt.
I USA fanns samtidigt en stor 8-spårskassett, Stereo 8, med oändlig slinga, avsedd främst för bilstereoljud. Den försvann också när CD-skivan lanserades. Under kassettbandens "guldålder" på 1970-talet och 1980-talet fanns i praktiken all inspelad musik att köpa parallellt på kassettband och grammofonskivor. Ännu i början av 1990-talet fanns den mesta inspelade musiken att köpa parallellt på kassettband och cd.

## Nutid
Sedan början av 2000-talet lever både rullband och kassetter vidare lite mer i skymundan och med nya uppgifter, som digitala lagringsmedia vid ljudinspelningar och för säkerhetslagring i datorsystem och övervakningsutrustningar. Rullbandspelare används fortfarande som inspelningsmaskin för högkvalitativa analoga inspelningar – av samma skäl som en del musiker, audiofiler och andra musiklyssnare fortfarande föredrar gamla rörförstärkare framför digitalljud, transistorer och ic-kretsar.